# Campylocentrum pygmaeum
Campylocentrum pygmaeum är en orkidéart som beskrevs av Célestin Alfred Cogniaux. Campylocentrum pygmaeum ingår i släktet Campylocentrum och familjen orkidéer. Inga underarter finns listade i Catalogue of Life.